# Aeroportul Matthew Spain
Aeroportul Matthew Spain (IATA: SQS, ICAO: MZCF) este un aeroport din Cayo District⁠(d), Belize ce deservește zona San Ignacio⁠(d).
Situat la o altitudine de 58 m, aeroportul dispune de o singură pistă.